# Departamentos de Haití
Entre las divisiones administrativas de Haití, el departamento (en francés: département d'Haïti, pronunciación en francés: /depaʁtə'mɑ̃ d‿ai'tsi/; criollo haitiano: depatman Ayiti) es el primero de cuatro niveles de gobierno. Haití está dividido administrativamente en diez departamentos, que a su vez se subdividen en 42 distritos, 145 comunas y 571 secciones comunales.

## Administración
Cada departamento cuenta con un consejo departamental (conseil départemental) integrado por tres miembros elegidos por la asamblea departamental por un período de cuatro años. El consejo departamental está dirigido por un presidente (président). El consejo es el órgano ejecutivo del departamento.
Cada departamento cuenta con una asamblea departamental que asiste al consejo en su trabajo. La asamblea departamental es el órgano deliberativo del departamento. Los miembros de la asamblea departamental también son elegidos por un período de cuatro años. La asamblea departamental está dirigida por un presidente.

## Historia

Provincias de Haití durante la revolución.

Tres departamentos tienen raíces en las provincias de la antigua colonia francesa de Santo Domingo: el Norte, el Sur y el Oeste. En 1801, bajo el gobernador general Toussaint Louverture, las provincias pasaron a conocerse como departamentos. El departamento de Artibonito era conocido como departamento de Louverture.
Bajo la administración de Dessalines el país fue administrado por divisiones militares del Primer Imperio de Haití.
En 1821 se creó el departamento Artibonito y, en 1844, el Noreste, ambos segregados de los departamentos de Norte y Oeste.
En 1962, durante la dictadura de Papa Doc Duvalier, se crearon cuatro nuevos departamentos. Se crearon a partir de una redistribución territorial. Estos departamentos fueron: Centro, Grand'Anse, Noroeste y Sureste. En 2003, se creó un décimo departamento a partir de Grand'Anse, llamado Nippes.
En 2014, hubo una propuesta de la Cámara de Diputados para aumentar el número de departamentos de diez a catorce, tal vez hasta dieciséis.

## Lista
| Departamento | Capital         | Área (km²) | Población | Densidad (Pop./km²) | Distritos | Mapa |
| ------------ | --------------- | ---------- | --------- | ------------------- | --- | ---- |
| Artibonito   | Gonaïves        | 4987       | 1 727 524 | 350                 | - Dessalines - Gros-Morne - Les Gonaïves - Mermelada - San Marcos                                                 |      |
| Centro       | Hincha          | 3487       | 746 236   | 210                 | - Cerca-la-Source - Hincha - Las Caobas - Mirebalais                                                              |      |
| Grand'Anse   | Jérémie         | 1912       | 468 301   | 240                 | - Anse-d'Ainault - Corail - Jérémie                                                                               |      |
| Nippes       | Miragoâne       | 1268       | 342 525   | 270                 | - Anse-à-Veau - Baradères - Miragoâne                                                                             |      |
| Norte        | Cabo Haitiano   | 2115       | 1 067 177 | 500                 | - Acul-du-Nord - Borgne - Cabo Haitiano - Grande-Rivière-du-Nord - Limbé - Plaisance - San Rafael de la Angostura |      |
| Noreste      | Fuerte Libertad | 1623       | 393 967   | 240                 | - Fuerte Libertad - Juana Méndez - Trou-du-Nord - Vallières                                                       |      |
| Noroeste     | Port-de-Paix    | 2103       | 728 807   | 350                 | - Môle-Saint-Nicolas - Port-de-Paix - San Luis del Norte                                                          |      |
| Oeste        | Puerto Príncipe | 4983       | 4 029 705 | 810                 | - Arcahaie - Guanaba - La Croix-des-Bouquets - Léogâne - Puerto Príncipe                                          |      |
| Sureste      | Jacmel          | 2034       | 632 601   | 310                 | - Bainet - Belle-Anse - Jacmel                                                                                    |      |
| Sur          | Los Cayos       | 2654       | 774 976   | 290                 | - Aquin - Chardonnières - Las Laderas - Los Cayos - Puerto Salud                                                  |      |